# Varennes-Jarcy
Varennes-Jarcy é uma comuna francesa na região administrativa da Ilha de França, no departamento de Essonne. Estende-se por uma área de 5.48 km². Em 2010 a comuna tinha 2 338 habitantes (densidade: 426,6 hab./km²).